# Okay sceriffo
Okay sceriffo ist ein mittellanger italienisch produzierter Kinderfilm aus dem Jahr 1964, der im Western-Gewand seine Geschichte eines listigen Sheriffs erzählt. Im deutschen Sprachraum fand eine Aufführung bislang nicht statt.

## Handlung
Kock City liegt an der Grenze zu Kansas; das kleine Städtchen beherbergt vor allem Goldsucher. Sheriff Preston hat mit den Banditen, die auf den umliegenden Höhen leben, alle Hände voll zu tun. Er hat gute Manieren und hat eine Strategie entwickelt, die Bösewichter einzuschüchtern und zu entwaffnen, so dass er kaum seine vorzüglichen Schießkünste einsetzen muss. Dabei unterstützt ihn der immer gut gelaunte Stalljunge Joe Bapee und oftmals der alte Uncle Gary; außerdem hat Dick, dessen Enkel, einen Anteil am Erfolg. Organisierte Überfälle können durch diese Gruppe von hellen Köpfen aufgeklärt und der Hintermann entlarvt werden.

## Kritik
„Die Machart ist eher amerikanisch als italienisch“, merkt Ulrich Bruckner an.

## Bemerkungen
Die Filmlieder Va sceriffo, Corri cavallino und Texas Kid singen Marco Antony und Frank Darin.